# 아이팟 클릭휠

아이팟 라인의 시그니처 클릭휠

아이팟 클릭휠(IPod click wheel)은 터치스크린이 아닌 아이팟 모델의 내비게이션 부품이다. 이는 사용자 손가락의 터치를 감지하는 정전식 감응 기술이 포함된 터치 기술과 기존 버튼의 조합을 사용한다. 휠을 사용하면 사용자는 장치에서 음악, 비디오, 사진을 찾고 게임을 즐길 수 있다. 휠은 아이팟 전면과 수평을 이루고 있으며 화면 아래에 있다. 클릭 휠은 1998년 사이토 노리히코(Norihiko Saito)에 의해 발명되었다.
이 디자인은 아이팟 미니와 함께 처음 출시되었으며, 현재 아이팟 클래식으로 불리는 (접미사가 없는) iPod과 함께 마지막으로 사용되었다. 클릭휠의 디자인은 애플의 전세계 마케팅 담당 수석 부사장인 필립 W. 실러의 작품이다.